# ポアロのクリスマス
『ポアロのクリスマス』（原題：Hercule Poirot's Christmas〈アメリカ：Murder for Christmas〉）は、1938年に発表されたアガサ・クリスティ作のエルキュール・ポアロが登場する推理小説である。本作は、作者の長編作品の中で唯一の密室殺人ものである。

## 解説
本作は、作者の最近の作品が洗練されすぎてきて貧血症的になってきたとの指摘と、「もっと血にまみれた、思いきり兇暴な殺人を」という要望に応えて書かれた作品であることが、序文「親愛なるジェームズ」に記されている。
霞流一は、本作がチャールズ・ディケンズの『クリスマス・キャロル』を二重写しにした作品で、殺された老富豪は強欲で気難しい「スクルージ老人」、老富豪を訪れる3人の来訪者は「3人のゴースト」、舞台となる館の名前が「ゴーストン」、大量の血の赤色と小道具の木釘の茶色がクリスマスカラーであることなどを指摘している。
なお、本作が発表されたとき、評論家のハワード・スプリングは『イヴニング・スタンダード』紙の書評で結末を明かしてしまい、アントニイ・バークリーやドロシー・L・セイヤーズなど当時の著名な推理作家を巻き込んだ論争になった。

## ストーリー
クリスマスも間近に迫るゴーストン館の当主である老富豪シメオン・リーは、クリスマスのイベントとして家族を集めようと決めて、シメオンと同居している長男のアルフレッドとその妻リディアを困惑させる。シメオンは、彼の他の息子たち、国会議員のジョージと画家のデヴィッド、彼らの妻マグダリーンとヒルダはともかくとして、1度も会ったことのない孫娘のピラールや、シメオンの金を着服して行方をくらまし、その後も不始末を起こしては金をせびる放蕩息子のハリーまで呼び戻すというのであった。
こうして再会した一同だが、そこにシメオンの旧友の息子のスティーヴン・ファーも訪れ、邸に滞在することとなった。不仲のアルフレッドとハリー、不遇に死んだ母親を思い父親への長年の恨みを募らせるデヴィッド、妻の浪費と議員活動に金が必要なジョージ、さらに彼らの感情を煽るかのように遺言を書き換えるというシメオンの発言により、邸内には不穏な空気が流れた。
そしてクリスマス・イヴに事件は起こる。シメオンの部屋から凄まじい騒音と絶叫が聞こえて来た。鍵のかかっていたドアを破壊して部屋の中に入った一同が目にしたものは、崩れた家具と、その横に倒れるシメオンの血まみれの死体であった。
家族が呼ぶ前に地元警察のサグデン警視がすでに玄関にいた。彼はピラールが床から何かを拾っているのに気づき、その小さなゴムと木片を渡すようにと言う。州の警察部長のジョンスン大佐の家でクリスマスを過ごすために訪れていたエルキュール・ポアロは、サグデン警視の捜査に協力することになる。サグデン警視は2人に、シメオンから、金庫から大量のダイヤモンド原石が盗まれたと聞きつけてこの家に来ていたのだと説明する。
ポアロの捜査は、被害者の几帳面な性格と復讐心、そしてその特徴が息子たちに出ていることを探り、身体的特徴も観察していく。4人の息子と妻の一人が容疑者となる。執事が来客の身元について困惑していると言ったとき、ポアロはシメオンの子どもたちが4人の息子にとどまらない可能性があることに気づく。ポアロは、屋外の装飾用庭石に混じってダイヤモンド原石があるのを見つけ、動機として窃盗があることに気づく。弁護士がシメオンの遺書を読むと、半分を経営者である息子のアルフレッドに、残りの半分を他の子供たちに分けるというものだった。ピラールの母親は1年前に亡くなっており、ピラールの名前は言及されていなかったため、彼女には何も残らない。アルフレッド、デヴィッド、ハリーの3人は、それぞれの遺産を出し合って、ピラールのために分け前を作ることに同意する。リディアの提案によるこの温かい措置はピラールを動揺させ、彼女は辞退する。
最後の大きな手がかりは、ピラールからもたらされる。彼女はスティーブンと風船で遊んでいて、風船が破裂した。彼女はその破片が、シメオンが殺された後に床に落ちていたものと同じだと言う。ポアロは、彼女は自分が思っている以上に多くのことを知っているので用心するようにと彼女に警告するが、彼女は寝室のドアの上に置かれた石の砲弾で殺されそうになる。
南アフリカからシメオンのパートナーの息子が死んだという電報が届く。スティーブン・ファーは、自分の本名がスティーブン・グラントであり、父親に会うためにイギリスに来たのだと認める。その後、ピラールは、コンチータ・ロペスが本名で、内戦中のスペインを本物のピラールと旅しているときに彼女が亡くなり、彼女に代わってイギリスに来たのだと明かす。それを聞いたサグデンはピラールを殺人罪で逮捕しようとするが、ポアロが真相を説明する。ポアロは、サグデンがシメオンのもう一人の隠し子であることを明らかにする。シメオンはサグデンの母親である地元の女に金を払って別れたが、サグデンは捨てられたことを恨むようになった。彼は復讐を綿密に計画し、殺害時刻と思われていた時刻の数時間前にシメオンを殺害した。ポアロは、ハリー、スティーブン、サグデンに共通する話し方に気づき、また、若いシメオンの肖像画につけ髭をつけてサグデンに似ていることに注目し、シメオンとサグデンの関係を推理したのだった。
デヴィッドは、母を虐待した父への長年の怒りから解放される。スティーブンはピラール（コンチータ）と結婚するため、南アフリカに連れて行く。アルフレッドとリディアは、恐ろしい殺人を忘れるために古い家を売り払うことを計画する。アルフレッドはデヴィッドに母の家具を譲るが、デヴィッドは丁重に断る。ハリー、デヴィッド、ジョージは次々と旅立っていく。

## 登場人物
- シメオン・リー … ゴーストン館の当主
- アルフレッド・リー … シメオンの長男
- リディア・リー … アルフレッドの妻
- ジョージ・リー … アルフレッドの弟、下院議員
- マグダリーン・リー … ジョージの妻
- デヴィッド・リー … アルフレッドの弟、画家
- ヒルダ・リー … デヴィッドの妻
- ハリー・リー … アルフレッドの弟
- ピラール・エストラバドス … シメオンの孫娘
- スティーブン・ファー … シメオンの旧友の息子
- エドワード･トレッシリアン … ゴーストン館の執事
- シドニー・ホーベリー … シメオンの従僕
- サグデン … 警視
- ジョンスン … 大佐。ミドルシャー州の警察部長[注 2]
- エルキュール・ポアロ … 探偵

## 作品の評価
辛口の評論に定評があるとされている英国の作家ロバート・バーナードは『欺しの天才 アガサ・クリスティ創作の秘密』（1979年）の中で、傑作として挙げた3作のうちの1作に本作を挙げている。

## 日本語訳
本作品は早川書房の日本語翻訳権独占作品である。
| 出版年         | タイトル                     | 出版社   | 文庫名等                         | 訳者     | 巻末          | ページ数 | ISBNコード        | カバーデザイン     | 備考 |
| -------------- | ---------------------------- | -------- | -------------------------------- | -------- | ------------- | -------- | ----------------- | ------------------ | ---- |
| 1957年6月30日  | ポアロのクリスマス           | 早川書房 | 世界探偵小説全集330              | 村上啓夫 | 都筑道夫      | 288      |                   |                    | 絶版 |
| 1976年11月30日 | ポアロのクリスマス           | 早川書房 | ハヤカワ・ミステリ文庫 HM1-15    | 村上啓夫 | 解説 浅田寛厚 | 366      | 4-15-070015-X     | 真鍋博             | 絶版 |
| 2003年11月11日 | ポアロのクリスマス           | 早川書房 | ハヤカワ文庫 クリスティー文庫 17 | 村上啓夫 | 解説 霞流一   | 468      | 4-15-130017-1     | Hayakawa Design    |      |
| 2023年11月7日  | ポアロのクリスマス〔新訳版〕 | 早川書房 | ハヤカワ文庫 クリスティー文庫 17 | 川副智子 | 解説 森晶麿   | 460      | 978-4-15-131017-1 | 早川書房デザイン室 |      |

児童書
| 出版年          | タイトル                        | 出版社   | 文庫名等                     | 訳者     | 巻末          | ページ数 | ISBNコード        | カバーデザイン                                                       | 備考 |
| --------------- | ------------------------------- | -------- | ---------------------------- | -------- | ------------- | -------- | ----------------- | -------------------------------------------------------------------- | ---- |
| 2022年 10月18日 | 名探偵ポアロ ポアロのクリスマス | 早川書房 | ハヤカワ・ジュニア・ミステリ | 川副智子 | 解説 大矢博子 | 440      | 978-4-15-210148-8 | イラスト:二階堂 彩 イラスト編集:サイドランチ 装幀:早川書房デザイン室 |      |

## 翻案作品

### テレビドラマ
名探偵ポワロ『ポワロのクリスマス』
シーズン6 エピソード1（通算第42話）  イギリス1995年放送
内容はほとんど原作に沿っているが、原作には登場しないジャップ警部が登場しポワロの助手を務める。
日本語吹替版においては、シメオン・リーを声優大塚周夫が、そしてシメオンの息子ハリー・リーを大塚の実子大塚明夫が演じるという趣向が凝らされている。
- シメオン・リー: ヴァーノン・ドブチェフ - 大富豪
- アルフレッド・リー: サイモン・ロバーツ - シメオンの息子
- リディア・リー: キャサリン・ラベット - アルフレッドの妻
- ジョージ・リー: エリック・カート - シメオンの息子
- マグダレーヌ・リー: アンドレ・バーナード - ジョージの妻
- ハリー・リー: ブライアン・グワスパリ - シメオンの息子
- ピラー・エストラバドス: サーシャ・ベアール - シメオンの孫
- サグデン: マーク・タンディ - 地元の警察官

### ラジオドラマ
- 1986年、BBC Radio 4で放送されている。